# Spin Doctors
Die Spin Doctors sind eine US-amerikanische Rockband mit Funk-Einfluss. Erfolgreich war die Band vor allem in den 1990er-Jahren mit Titeln wie Two Princes, Jimmy Olsen’s Blues und Little Miss Can’t Be Wrong.

## Bandgeschichte
Die 1988 in New York gegründete Band erhielt 1990 einen Plattenvertrag bei Epic Records. Es folgte die Veröffentlichung eines Livealbums aus dem dortigen Liveclub Wetlands Preserve. 
1991 wurde ihr erstes Studioalbum Pocket Full of Kryptonite ein Erfolg. Die nächsten, weniger erfolgreichen Alben waren Turn It Upside Down (1994), You've Got to Believe in Something (1996) und Here Comes the Bride (1999).
1999 pausierte die Band, weil Sänger Chris Barron kurz nach Veröffentlichung der CD Here Comes the Bride durch eine seltene Stimmbanderkrankung nicht mehr in der Lage war zu sprechen oder zu singen.
Im September 2001 fand die Band anlässlich der Schließung des Wetlands Preserve in New York wieder zusammen. Seit 2002 tourt die Band wieder regelmäßig. Im September 2005 erschien in den USA das neue Album Nice Talking to Me. Auch 2006 und 2007 gab die Band Konzerte, die Mitglieder konzentrierten sich allerdings auf Soloprojekte. So veröffentlichte Schlagzeuger Aaron Comess am 31. Oktober 2006 das Instrumentalalbum "Catskills Cry", während Sänger Chris Barron die neue Band "Chris Barron And The Time Bandits" ins Leben rief, um 2006 sein zweites Soloalbum "Pancho And The Kid" vorzustellen.
2008 war die Band wieder mehr auf Tour, zudem erschien im Mai 2008 Chris Barrons Soloalbum schließlich auch offiziell. 
Auch 2009 spielte die Band vereinzelte Livekonzerte, Chris Barron konzentrierte sich stärker denn je auf die "Time Bandits", mit denen er im August 2009 u. a. auch im Irak in US-Militärstützpunkten auftrat ("Iraq'n'Roll Tour") und Songs für ein neues Album schrieb. Aaron Comess arbeitete vorwiegend als Sessionmusiker in New York und spielte in den Livebands von Marius Müller-Westernhagen und Joan Osborne.
2011 folgte wieder eine Tour der Band, mit der die Sonderedition zum 20. Jahrestag der Veröffentlichung des Erfolgsalbums "Pocket Full Of Kryptonite" beworben wurde. Die Jubiläumsedition bestand aus einer neu gemasterten Version des Albums und einer Bonus-CD mit Demo-Aufnahmen aus der Anfangszeit der Band und bislang unveröffentlichten Livetracks. 
2013 erschien das sechste Studioalbum der Band, das bis auf zwei neue Stücke aus dem Bluesmaterial der frühen Bandtage besteht. 
Ein Rockpalast-Konzertmitschnitt aus der Bonner Musikkneipe Harmonie vom 17. Oktober 2013 wurde im April 2015 in der Songs From The Road-Reihe von Ruf Records als CD/DVD-Set veröffentlicht.

## Diskografie

### Studioalben
| Jahr | Titel                              | Höchstplatzierung, Gesamtwochen, AuszeichnungChartplatzierungen (Jahr, Titel, Platzierungen, Wochen, Auszeichnungen, Anmerkungen) | Höchstplatzierung, Gesamtwochen, AuszeichnungChartplatzierungen (Jahr, Titel, Platzierungen, Wochen, Auszeichnungen, Anmerkungen) | Höchstplatzierung, Gesamtwochen, AuszeichnungChartplatzierungen (Jahr, Titel, Platzierungen, Wochen, Auszeichnungen, Anmerkungen) | Höchstplatzierung, Gesamtwochen, AuszeichnungChartplatzierungen (Jahr, Titel, Platzierungen, Wochen, Auszeichnungen, Anmerkungen) | Höchstplatzierung, Gesamtwochen, AuszeichnungChartplatzierungen (Jahr, Titel, Platzierungen, Wochen, Auszeichnungen, Anmerkungen) | Anmerkungen                              |
| Jahr | Titel                              | DE | AT | CH | UK | US | Anmerkungen                              |
| ---- | ---------------------------------- | --- | --- | --- | --- | --- | ---------------------------------------- |
| 1991 | Pocket Full of Kryptonite          | DE5 Gold · (24 Wo.)DE | AT3 Gold · (16 Wo.)AT | CH7 Gold · (18 Wo.)CH | UK2 Platin · (57 Wo.)UK | US3 ×5Fünffachplatin · (115 Wo.)US                                                                                                | Erstveröffentlichung: 20. August 1991    |
| 1994 | Turn It Upside Down                | DE31 (9 Wo.)DE | AT23 (5 Wo.)AT | CH19 (7 Wo.)CH | UK3 (10 Wo.)UK | US28 Platin · (16 Wo.)US | Erstveröffentlichung: 14. Juni 1994      |
| 1996 | You’ve Got to Believe in Something | DE93 (2 Wo.)DE | — | — | — | — | Erstveröffentlichung: 1. Mai 1996        |
| 1999 | Here Comes the Bride               | — | — | — | — | — | Erstveröffentlichung: 1. Juni 1999       |
| 2005 | Nice Talking to Me                 | — | — | — | — | — | Erstveröffentlichung: 13. September 2005 |
| 2013 | If the River Was Whiskey           | — | — | — | — | — | Erstveröffentlichung: 30. April 2013     |

### Livealben
| Jahr | Titel                   | Höchstplatzierung, Gesamtwochen, AuszeichnungChartplatzierungen (Jahr, Titel, Platzierungen, Wochen, Auszeichnungen, Anmerkungen) | Höchstplatzierung, Gesamtwochen, AuszeichnungChartplatzierungen (Jahr, Titel, Platzierungen, Wochen, Auszeichnungen, Anmerkungen) | Anmerkungen                             |
| Jahr | Titel                   | DE | US | Anmerkungen                             |
| ---- | ----------------------- | --- | --- | --------------------------------------- |
| 1992 | Homebelly Groove … Live | DE30 (9 Wo.)DE | US145 (15 Wo.)US | Erstveröffentlichung: 24. November 1992 |

Weitere Livealben
- 1991: Up for Grabs...Live
- 2002: Live 2002 (auf der Bandwebsite kostenlos zur Verfügung gestellte Soundboard-Aufnahmen)
- 2015: Songs from the Road (CD + DVD)

### Kompilationen
- 2000: Just Go Ahead Now: A Retrospective
- 2001: Can’t Be Wrong
- 2003: Two Princes – The Best Of
- 2007: Collection
- 2008: Super Hits
- 2009: Playlist: The Very Best Of
- 2011: Pocket Full of Kryptonite – 20th Anniversary Edition
- 2011: Pocket Full of Kryptonite – 20th Anniversary Tour Live! (fünf offizielle Konzertmitschnitte)

### Singles
| Jahr | Titel Album                                            | Höchstplatzierung, Gesamtwochen, AuszeichnungChartplatzierungen (Jahr, Titel, Album, Platzierungen, Wochen, Auszeichnungen, Anmerkungen) | Höchstplatzierung, Gesamtwochen, AuszeichnungChartplatzierungen (Jahr, Titel, Album, Platzierungen, Wochen, Auszeichnungen, Anmerkungen) | Höchstplatzierung, Gesamtwochen, AuszeichnungChartplatzierungen (Jahr, Titel, Album, Platzierungen, Wochen, Auszeichnungen, Anmerkungen) | Höchstplatzierung, Gesamtwochen, AuszeichnungChartplatzierungen (Jahr, Titel, Album, Platzierungen, Wochen, Auszeichnungen, Anmerkungen) | Höchstplatzierung, Gesamtwochen, AuszeichnungChartplatzierungen (Jahr, Titel, Album, Platzierungen, Wochen, Auszeichnungen, Anmerkungen) | Anmerkungen                         |
| Jahr | Titel Album                                            | DE | AT | CH | UK | US | Anmerkungen                         |
| ---- | ------------------------------------------------------ | --- | --- | --- | --- | --- | ----------------------------------- |
| 1992 | Little Miss Can’t Be Wrong Pocket Full of Kryptonite   | DE32 (7 Wo.)DE | — | — | UK23 (5 Wo.)UK | US17 (20 Wo.)US | Erstveröffentlichung: Oktober 1992  |
| 1993 | Two Princes Pocket Full of Kryptonite                  | DE3 Gold · (26 Wo.)DE | AT5 (13 Wo.)AT | CH4 (23 Wo.)CH | UK3 Platin · (18 Wo.)UK | US7 (29 Wo.)US | Erstveröffentlichung: Januar 1993   |
| 1993 | Jimmy Olsen’s Blues Pocket Full of Kryptonite          | — | — | — | UK40 (2 Wo.)UK | US78 (9 Wo.)US | Erstveröffentlichung: Oktober 1993  |
| 1993 | What Time Is It? Pocket Full of Kryptonite             | — | — | — | UK56 (1 Wo.)UK | — | Erstveröffentlichung: November 1993 |
| 1994 | Have You Ever Seen the Rain? Turn It Upside Down       | DE73 (9 Wo.)DE | — | — | — | — | Erstveröffentlichung: April 1994    |
| 1994 | Cleopatra’s Cat Turn It Upside Down                    | — | — | — | UK29 (4 Wo.)UK | US84 (3 Wo.)US | Erstveröffentlichung: Juni 1994     |
| 1994 | You Let Your Heart Go Too Fast Turn It Upside Down     | — | — | — | UK66 (2 Wo.)UK | US42 (10 Wo.)US | Erstveröffentlichung: Juli 1994     |
| 1994 | Mary Jane Turn It Upside Down                          | — | — | — | UK55 (2 Wo.)UK | — | Erstveröffentlichung: Oktober 1994  |
| 1996 | She Used to Be Mine You’ve Got to Believe in Something | — | — | — | UK55 (2 Wo.)UK | — | Erstveröffentlichung: Juni 1996     |

Weitere Singles
- 1999: The Bigger I Laugh the Harder I Cry
- 2005: Can't Kick the Habit

## Auszeichnungen für Musikverkäufe
| Goldene Schallplatte - Dänemark - 2022: für die Single Two Princes - Europa - 1994: für das Album Pocket Full of Kryptonite - Frankreich - 1994: für das Album Pocket Full of Kryptonite - Italien - 2017: für die Single Two Princes - Kanada - 1994: für das Album Turn It Upside Down - Neuseeland - 1993: für das Album Pocket Full of Kryptonite - Schweden - 1993: für das Album Pocket Full of Kryptonite - Spanien - 2024: für die Single Two Princes | Platin-Schallplatte - Australien - 1993: für die Single Two Princes - 1993: für das Album Pocket Full of Kryptonite 4× Platin-Schallplatte - Kanada - 1993: für das Album Pocket Full of Kryptonite |

Anmerkung: Auszeichnungen in Ländern aus den Charttabellen bzw. Chartboxen sind in ebendiesen zu finden.
| Land/RegionAuszeichnungen für Musikverkäufe (Land/Region, Auszeichnungen, Verkäufe, Quellen) | Gold       | Platin       | Verkäufe  | Quellen                   |
| -------------------------------------------------------------------------------------------- | ---------- | ------------ | --------- | ------------------------- |
| Australien (ARIA)                                                                            | —          | 2× Platin2   | 140.000   | aria.com.au               |
| Dänemark (IFPI)                                                                              | Gold1      | —            | 45.000    | ifpi.dk                   |
| Deutschland (BVMI)                                                                           | 2× Gold2   | —            | 500.000   | musikindustrie.de         |
| Europa (IFPI)                                                                                | Gold1      | —            | (500.000) | Einzelnachweise           |
| Frankreich (SNEP)                                                                            | Gold1      | —            | 100.000   | snepmusique.com           |
| Italien (FIMI)                                                                               | Gold1      | —            | 25.000    | fimi.it                   |
| Kanada (MC)                                                                                  | Gold1      | 4× Platin4   | 450.000   | musiccanada.com           |
| Neuseeland (RMNZ)                                                                            | Gold1      | —            | 7.500     | aotearoamusiccharts.co.nz |
| Österreich (IFPI)                                                                            | Gold1      | —            | 25.000    | ifpi.at                   |
| Schweden (IFPI)                                                                              | Gold1      | —            | 50.000    | sverigetopplistan.se      |
| Schweiz (IFPI)                                                                               | Gold1      | —            | 25.000    | hitparade.ch              |
| Spanien (Promusicae)                                                                         | Gold1      | —            | 30.000    | elportaldemusica.es       |
| Vereinigte Staaten (RIAA)                                                                    | —          | 6× Platin6   | 6.000.000 | riaa.com                  |
| Vereinigtes Königreich (BPI)                                                                 | —          | 2× Platin2   | 900.000   | bpi.co.uk                 |
| Insgesamt                                                                                    | 12× Gold12 | 14× Platin14 |           |                           |